# Când vine barza
Când vine barza este o montare TV din 1991 a regizorului Constantin Dicu. Este o producție TVR pe baza piesei de teatru omonime a lui André Roussin (Lorsque l'enfant paraît, 1951). Traducerea piesei a fost realizată de Andrei Bantaș. Rolurile principale au fost interpretate de Cornel Vulpe, Ileana Stana Ionescu și Manuela Ciucur.

## Prezentare
Olympe Jacquet, soția senatorului Charles Jacquet, tocmai a aflat că este însărcinată și se confesează fiicei sale. Această veste o supără cu atât mai mult cu cât soțul ei este un opozant fervent al proiectului de legalizare a avortului care este dezbătut în Senat. Întorcându-se din Senat, unde legea tocmai a fost adoptată, Charles Jacquet a aflat de la fiul său Georges că secretara sa privată, Natacha, era însărcinată cu fiul său. Senatorul îi reproșează dur pentru inconsecvența sa înainte de a afla de la soția sa că se află într-o situație comparabilă. Temându-se că nașterea unui nou copil îi va afecta cariera politică, el ia în considerare avortul, împotriva căruia s-a luptat în Senat. Situația este și mai complicată atunci când fiica sa Annie, logodită, este la rândul său însărcinată. De altfel, servitoarea, la rândul ei, dezvăluie că așteaptă un copil. În cele din urmă, apare o vizitatoare, Madeleine Lonant, care vine să-i reamintească senatorului că douăzeci și cinci de ani mai devreme, când erau iubiți și ea aștepta un copil, el i-a ordonat să facă un avort.

## Distribuție
- Ileana Stana Ionescu - Olimpy Jaquet, soția senatorului Charles Jacquet
- Cornel Vulpe - subsecretar de stat Charles Jaquet
- Manuela Ciucur-Spiridon - Annie
- George Mihăiță - Georges
- Leni Pintea Homeag
- Ligia Găman
- Violeta Berbiuc
- Valeriu Arnăutu
- Petrică Popa

## Teatru radiofonic
În 1980, piesa lui Andre Roussin a fost adaptată pentru Teatrul Național Radiofonic de Marica Beligan. Regia artistică a fost semnată de Constantin Dinischiotu. În distribuție au interpretat: Radu Beligan, Simona Bondoc, Rodica Mandache, Florian Pittiș, Fory Etterle, Dorina Lazăr, Valeria Gagialov și Rodica Sanda Țuțuianu.